# Eremopola radoti
Eremopola radoti är en fjärilsart som beskrevs av Charles Boursin 1934. Eremopola radoti ingår i släktet Eremopola och familjen nattflyn. Inga underarter finns listade i Catalogue of Life.